# 黃思瑞
黃思瑞（2000年1月18日—），出生於中國四川省成都市，職業演員。

## 影視作品

### 電視劇
- 2021年 芒果TV《我親愛的「小潔癖」》
- 2021年 愛奇藝《生活家》
- 2022年 愛奇藝《何加加的桃花源記》
- 2023年 芒果TV《我有一個朋友》
- 2024年 優酷 《惜花芷》
- 2025年  《滤镜》

### 綜藝節目
- 2021年 江蘇衛視、優酷《我是女演員》

### MV演出
- 2021年7月29日  王源─你的名字是世界瞞着我最大的事情
- 2022年11月8日  王源─奔赴時間盡頭的流螢[1]

## 外部連結
- 黃思瑞的新浪微博